# カレー

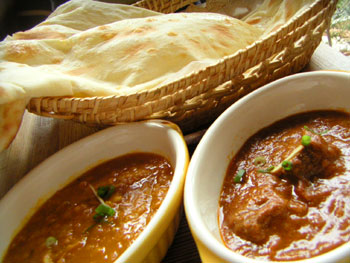
カレー（手前）とナン

カレー（咖哩、英: curry, タミル語: கறி）は、香辛料を組み合わせて食材を煮込むインドを起源とする料理。これに類する東南アジアの料理やイギリス経由で日本に伝播した洋食のカレーライスもカレーに分類される。インドカレー、タイカレー、欧風カレーなど、いずれのカレーも国際的に人気があり、世界中にカレー文化が根付いている。なお、「カレー」は日本固有の発音であり、現地インドや欧米では英語由来の「カリー」が一般的な発音である。

## 概要
タミル語のカリ（kari、スープの具の意味）またはカリル（karil、スパイスで味付けされた野菜や肉の炒め物）が語源とされる。
複数の粉末香辛料を混合させて作ったソースを用いた料理全般を指す。もともとインド人は「カレー」という言葉を使わずそれぞれのカレー料理には個別の名称が用いられていたが、17世紀初頭ごろよりポルトガルなどの欧州圏において「カリー」という言葉の記述が見られるようになり、広く世界に普及した。
カレーは、一般的に辛い料理として認識されることが多いが、実際には多様な風味が存在する。地域や宗教、家庭によって食材や香辛料の組み合わせが異なり、さまざまなバリエーションがある。インドを例にすると、南インドのカレーはココナッツミルクを多用する傾向があるのに対し、北インドではバターやヨーグルトなどの乳製品を多く使用する。また、タイのカレーは、コリアンダーやレモングラスなどのフレッシュなハーブとスパイスを組み合わせ、レッドカレーやグリーンカレーなどの独自のスタイルが確立されている。日本におけるカレーライスは、小麦粉を加えてとろみをつけ、甘みと辛みのバランスを調整するなど独自の発展を遂げ、他国のカレーとは異なる風味を持つ。

## 定義
「カレー」の定義は非常に曖昧なものである。
辞書的な意味では「カレー」とは「カレー粉を使ったカレー味の料理」であり、「カレー粉」と引けば「カレーを作るときの調味料」となり、再帰的な定義となっている。
「カレー粉」は、18世紀にイギリスのC&B社が発明したもので、「カレー粉」「カレー」の語もこの時に考案されたと語であるともされる。さらには、C&B社のカレー粉のレシピは現存しておらず、現存のカレー粉やカレールーは各社がレシピの失われたC&B社の味に近付けるべく、各社で努力の末に作られたものである。
カレーを定義するためのカレー粉の原材料について誰も知っておらず、その上で「カレーはこうであるべきだ」と論じるのはナンセンスなのではないかとする意見もある。
現存のカレー粉の原材料はウスターソースやケチャップなど被っており、スパイスをカレーの根拠とするのならば、七味唐辛子や山椒も該当することになる。そうするとウスターソースをかけたトンカツ、七味唐辛子を振った豚汁も「カレー」と呼べることになる。煮る、炒める、焼くといった調理法での定義や、においや形状、色での定義は該当する料理が多数ある。
そうすると、料理人と、その料理を食べる人との間で、互いにその料理を「カレー」と認識しているかどうかになるのだが、「カレーじゃないけどカレーと呼ばれる料理」、「カレーなのにカレーじゃない料理」もある。例えばケララ料理のオーランには辛味が無いのだが、ケララの人々はケララ州以外のインドの地域やインド国外の人には「カレーである」と説明する。他方、日本で生まれたクリームシチューは使用する食材や調理法が、ほぼカレーであるが、クリームシチューをカレーだと思って作る人もいなければ、カレーだと思って食べる人もいないため、一般的にはカレーには分類されない。花椒や唐辛子といったスパイスを使う麻婆豆腐をカレーに分類しないのも同様である。

## 世界各地のカレー

### インド
インド料理は香辛料を多用するため、外国人の多くはインド料理の煮込み料理を「カレー」と認識している。しかし外国人がカレーと呼ぶインドの料理は、サブジー、サーグ、サンバール、コルマなど、欧米のシチューのようにあまり煮込まないし、それぞれに固有の名称があり、「カレー」という料理はない。ただし、インドの観光客向けのレストランやインド国外のインド料理店では便宜上、メニューに「○○カリー」という表記をしていることも多い。これは、旧宗主国のイギリス人がインド料理をカリーと総称して世界に伝えたことがおもな理由である。
インド固有の言語には「カレー」という言葉はない。ただしドラヴィダ語族には野菜・肉・食事・おかずなどを意味する「カリ」（タミル語：கறி、kari）という言葉があり、それが英語で「curry（カリー）」と表記されるようになったと言われている。
また、地域差も大きく、北部、南部、西部、海岸部など、文化圏ごとに異なる料理がある。
- インドの「カレー」
- インドのムルグマカニ
（バターを使った鶏肉のカレー）
- スパイス（マサラ）を挽くインド人

### タイ

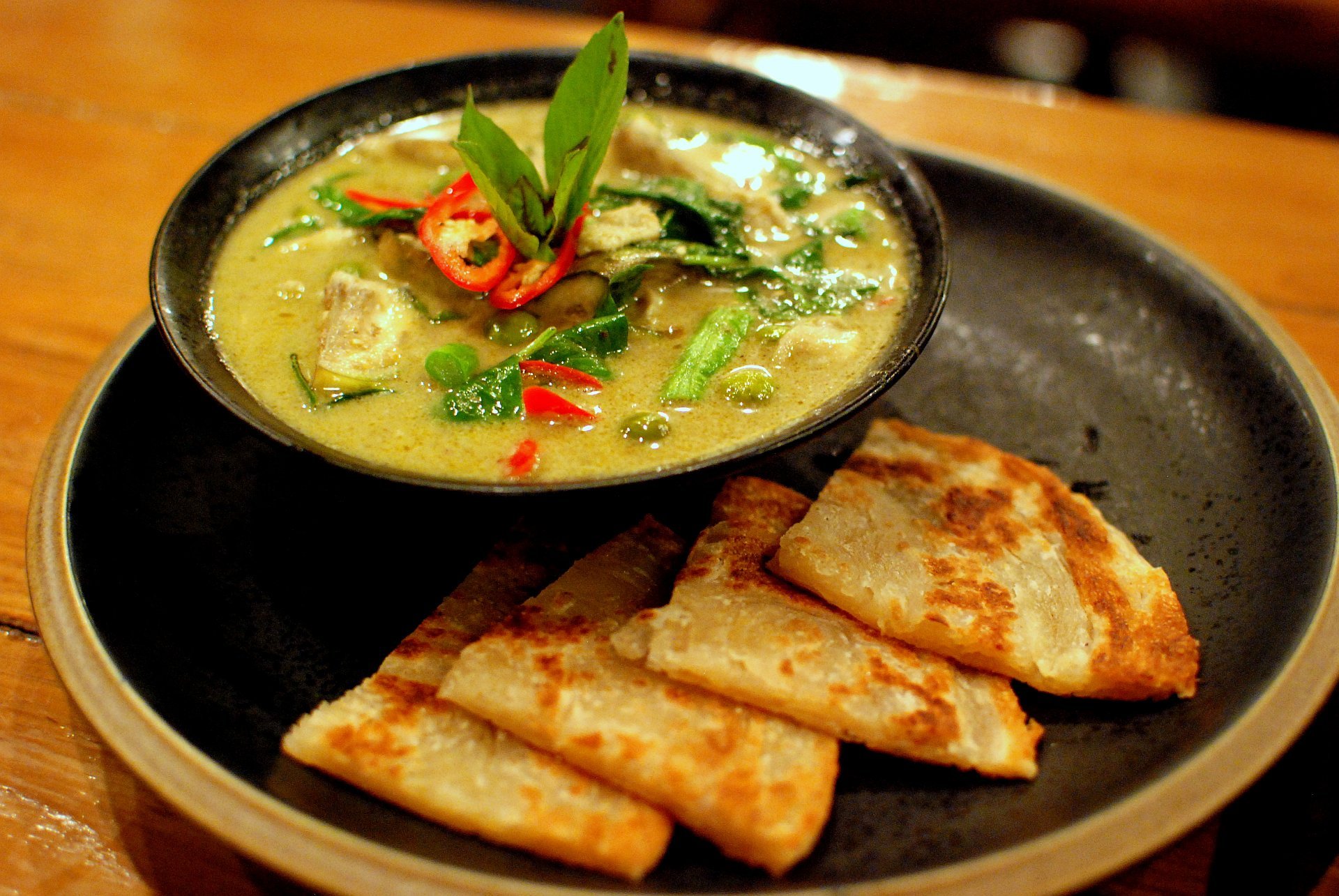
タイカレーとロティ

タイにはタイ語でゲーン（แกง）と呼ばれるスープ状の食品がある。タイの宮廷で発祥した料理で、インドのカレー料理との直接の関連性はない。しかしながら、複数の香辛料を用いるというカレーとの類似性から、タイカレー（英：Thai curry）と呼ばれる。
水分が多く香辛料を使用したタイ料理である。生の香辛料を使用することが多く、唐辛子、ニンニク、エシャロット、ハーブ類（ショウガ類、レモングラス、コブミカンの葉、コリアンダーなど）をすりつぶして作った「ゲーン・クルーン」を炒め、海老や鶏肉、野菜などを水やココナッツミルクで煮込みナンプラー（魚醤）で味をつけた香り高い料理である。使用するゲーン・クルーンの素材や煮込む素材によって辛さや色、香り、味が異なる。代表的なものにレッドカレー、グリーンカレー、イエローカレーがある。炊いた香り米にかけて食べるが、ロティと共に食べることもある。英語で「Yellow curry」と呼ばれるゲーンは「ゲーン・ガリー（แกงกะหรี่）」という。
上記の通り、インドのカレーと直接の関係は無いものの、現在ではカレー粉を用いたゲーンのレシピも存在する。この場合のカレー粉は、ポン・カリーと呼ばれ、プー・パッ・ポン・カリー（ปูผัดผงกะหรี่、カニのカレー粉炒め）などに用いられる。
また、タイでカレーと呼ばれているのは日本から入ってきた日本風のカレーライスである。現地では一般的な食べ物になっており、日本人観光客がタイの食堂でタイカレーを注文するつもりで「カレー」を注文し、トラブルになった例もあるという。

### ミャンマー
ビルマ料理で一般的な副菜として食べられる、油を多用した煮込み料理「ヒン」（ဟင်း）のことを、日本では「ビルマカレー」「ミャンマーカレー」などと呼ぶことがある。ビルマ料理#ヒンを参照。

### ベトナム

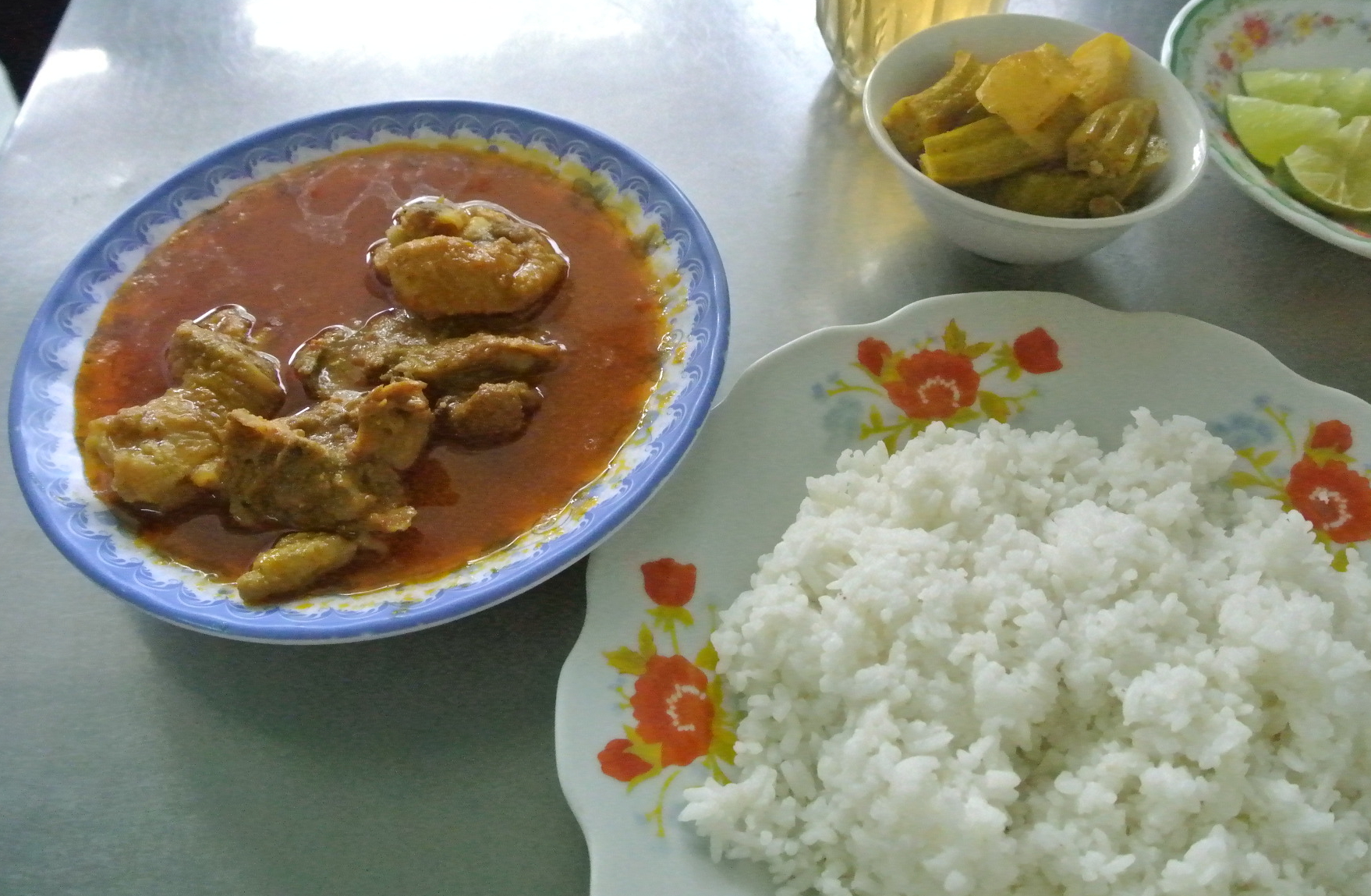
ベトナムのインドカレー。チャーヴィン市にて。

ベトナム料理のカレーはベトナム語でカリー（Cà ri）、カリー印度（cà ri Ấn Độ）と呼ばれ、カレー粉、トゥオン・カリー（tương cà ri）というカレーペースト、唐辛子、レモングラス、ココナッツミルク、トマトピューレで食材を煮込んで作り、麺、米飯あるいはフランスパンと一緒に食べる。ミャンマーのヒンと同じく油分が多く、タイのゲーンと同じく塩味は魚醤（ヌクマム）でつける。ジャガイモあるいはサツマイモ、タマネギ、ニンジンが入る点は日本のカレーと似ている。ナスや豆腐などを使った精進カレー（カリー・チャイ、cà ri chay）や鶏肉のカリー・ガー（cà ri gà）、カエルを使ったエクナウ・カリー（Ếch nau cà ri）がある。

### イギリス
イギリス人の船乗りは航海中にシチューを食べたかったが、当時は牛乳が長持ちしないとの理由で諦めるしかなかった。これが発端となり、牛乳のかわりに日持ちのするカレーの香辛料を使って、シチューと同様の食材で作った料理をイギリス人の船乗りが考案しており、これがイギリス的なカレーの由来のひとつとされる。正確な伝来年がいつかは判然としないが、1747年にイギリスで発行された『The Art of Cookery Made Plain and Easy』という料理書には、ターメリック・生姜・胡椒を用いた「カレーのインド式調理法」が掲載されており、これが2017年現在で最古の英語によるカレーを扱った文献である。
1772年、インド総督のウォーレン・ヘースティングズによって、イギリスに植民地インドの「カレー」料理が紹介され、評判となった。この時紹介されたのは、インディカ米にターメリックで着色した野菜と肉のスープをかけた料理「マリガトーニスープ」である。しかしイギリス人がインド人のように、多種多様な香辛料を使いこなすことは至難の業だった。そこでイギリスのC&B社は、スパイスをあらかじめ調合したものを「カレー粉」として商品化し、「C&Bカレーパウダー」という名称で売り出した。これによりカレーは英国の家庭料理として普及した。1810年にオックスフォード英語辞典に「カレーパウダー」の語が登場している。なお、ソースを重んじるフランス料理の影響から、小麦粉のルウでカレーにとろみを出す料理法が編み出されたといわれる。

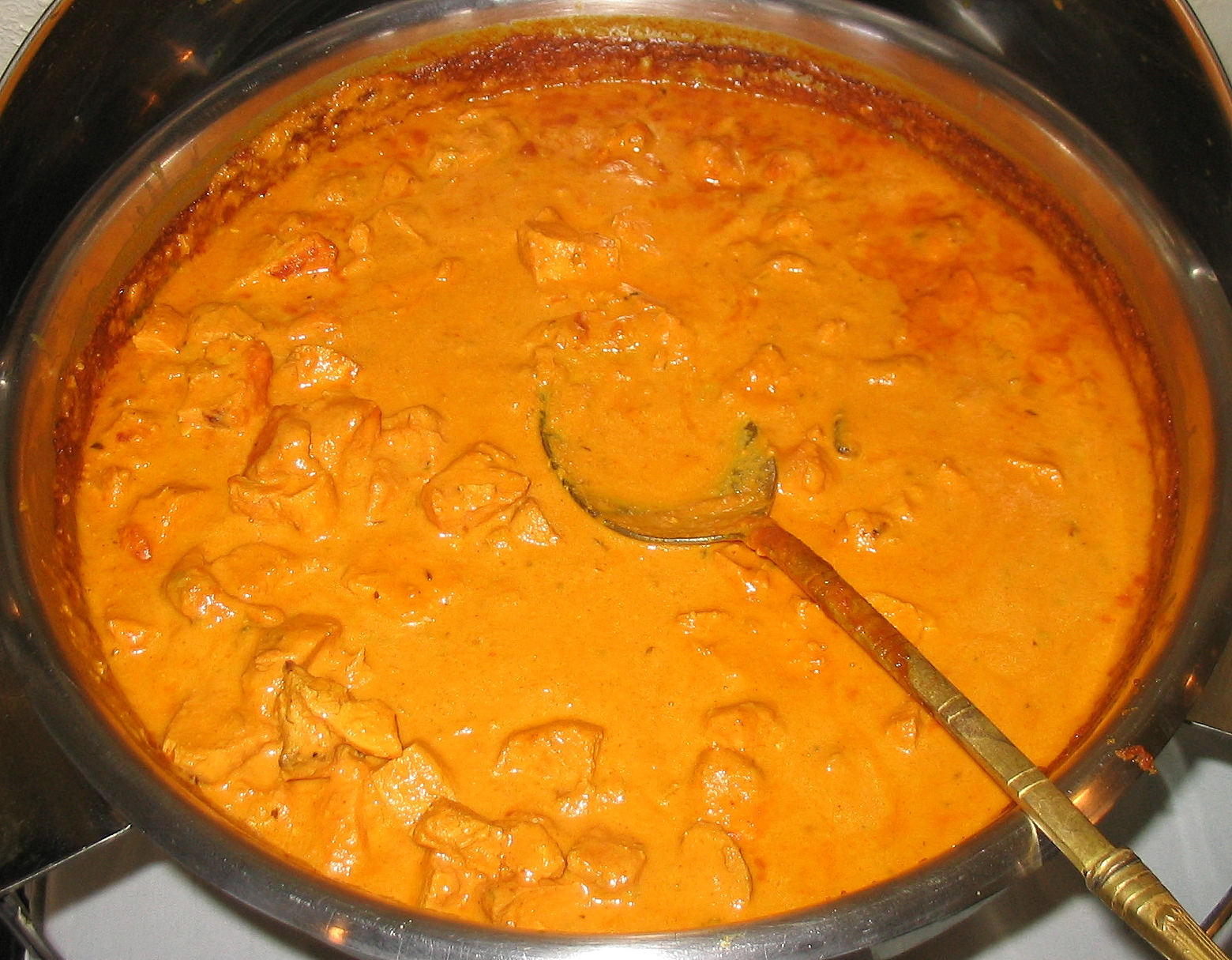
イギリス発祥の
チキンティッカマサラ

インドのカレーは野菜や豆など様々な食材を具にするが、イギリスのカレーの中には具として牛肉のみのケースがあった。これはイギリスの中流以上の家庭で、日曜日に大きなローストビーフを焼く習慣（サンデーロースト）があったためである。その残り肉を一週間かけて食べるのであるが、残り肉の調理法のひとつとしてカリー・ライスがあった。サンデーローストの習慣が失われた現在では、家庭料理としてのカレーはほぼ廃れた状態である。しかし今でもパブや学生食堂のメニュー、冷凍食品として、一定のニーズがある。
第二次世界大戦後、旧植民地の南アジア地域のインドとパキスタンが独立し、イギリスは両国からの移民を大量に受け入れ、南アジア系移民の共同体とインド料理店が多数生まれた。ここで生まれたチキンティッカマサラは、インド料理のチキンティッカをカレーソースで煮込んだものである。ローストビーフの残り肉を煮込んだイギリス式のカレーを、インド料理が逆に取り入れたものであり、いまではイギリスで人気である。バルチもイギリス発祥のカレー料理である。こうした環境が、イギリスで家庭料理としてのカレーが廃れた理由のひとつといえる。
イギリスには、バーミンガムのインド料理レストラン発祥のファル（またはファール）と呼ばれるカレーがあり、ハバネロやスコッチ・ボネットをベースに作られ、国内では超激辛カレーとして知られている。

### フランス
植民地インドの料理法に、フランス料理特有のソースを導入したイギリスの手法は本家フランスにもわたり、カレーライスやドライカレーに似た「リ・ゾ・カリー（riz au cari、もしくはリ・ゾ・キュリ riz au curry）」という料理が生み出された。また20世紀初頭のパリにおいては、インド皇帝も兼ねたイギリス王にちなみ、エドワード7世風と呼ばれるカレー風味の料理が多く登場した。
さらに、19世紀の薬剤師ゴスは「カリ・ゴス」(kari gosse)と名づけられた混合調味料を開発、フランス各地のレストランに提供した。全盛期の1930年代にはベルギーやモロッコにも輸出されたが、第二次世界大戦中に工場のあるブルターニュは焦土と化し、今はごく小規模な工場から薬局を通じ、各レストランに送られるのみである。現代のフランス人は辛さが苦手で、フランス風の「キュリ」は辛さよりスパイスの風味を活かしたものが多いと云われるが、南仏ではこの「カリ・ゴス」が地元の味として今も活用されている。

### 日本
日本にカレーが伝えられたのは1868年で、イギリスの商船が既成のカレー粉を持ち込んだのが始まりとされている。その後1872年には仮名垣魯文によって編纂された『西洋料理通』が出版され、カレーレシピが紹介されることで広く浸透した。定着の理由としては時代背景として肉食の奨励とともに西洋文化の取り込み・吸収に貪欲であったことに加え、野菜、肉、米をまとめて摂取可能な上に安上がりで食べ応えがあったことが挙げられている。イギリスから伝わったものに小麦粉を加えたとろみのあるカレーを米飯（ライス）の上に掛けて食する「カレーライス」が普及しており、それぞれの地域や家庭、店舗などによって様々にアレンジされたカレーが存在する。
スープ状のカレーや、カレー味のスープはスープカレーと呼ばれ、ハウス食品のレシピの例では、使用される具材は固形カレーの素、タマネギ、ロースハム、キャベツ、サラダ油、水、塩、胡椒である。グリーンカレーの名で販売する店舗もあり、インドの地方やタイのカレーは同様のカレーと呼ぶがスープ状の物であり、スープ状であることからカレースープと呼ぶ人もいる。「カレー」と称しているがスープの店もある。日清食品からカップのグリーンカレーのスープも販売されている。地元産素材を使う地域の町おこしとして売り出される例もみられる。商業ベースでは、東京都新宿区の「モンスナック」が、1964年（昭和39年）の創業時からスープ状のカレーを供している。
そのほかにも、日本独自のカレー料理（食品）は多く、カレー南蛮（カレー味の汁をかけたかけそば）などの麺類、ドライカレー、カレーまん、カレーパン、カレーコロッケなどがある。カレー味に調味したスナック菓子も多い。
- カレーライス（とろみのあるカレーを飯に掛けたもの）
- カレースープを掛けたもの（チキンカレー）
- カレー南蛮（カレー蕎麦）
- カレーパン

### アメリカ
アメリカには、18世紀にイギリスから移住してきた人々によってカレーが主に上流階級を中心に伝えられたとされ、アメリカ独立宣言の署名者のひとりであったウィリアム・ホイップルの妻であるキャサリン・モファット・ホイップルによって考案された「アップルカレースープ」が北米生まれの最初のカレーレシピとされている。
1809年にボストンにインドや中国との間を往来する埠頭が建設され、1813年に東インド会社がインドとの貿易独占権を失うと、インド産のスパイスは入手しやすくなり、ボストンのインド埠頭には、カルカッタからお茶、コショウ、ショウガ、カルダモン、サフラン、ターメリック、クミン、オールスパイス、クローブ、コリアンダー、シナモン、スターアニス、唐辛子、フェンネル、メース、ナツメグ、カレー粉といった積荷が連日届けられ、近郊の酒場や食堂ではチキンカレーや子牛肉のカレー、ロブスターのカレーなどが人気を博した。
1824年に出版されたメアリ・ランドルフの『The Virginia Housewife or Methodical Cook』内で東インド風チキンカレー、ナマズのカレー、カレー粉のレシピなどが掲載されたのを皮切りに、イライザ・レスリー『Direction forCookery in its Various Branches』（1840年）、アン・アレン『The House Keeper's Assistant』（1845年）、キャサリン・ビーチャー『Miss Beecher's Domestic Receipt Book』（1846年）などで相次いでカレーのレシピなどが紹介され、広く世間に浸透した。
19世紀に入ると大衆向けの料理雑誌などでカレーが取り上げられる機会が増加し、マリガトーニ・スープ、冷めた肉のカレー、カレー風味鶏肉のゼリー寄せ、七面鳥のカレーといったオリジナルのレシピも含めた多種多様なカレー料理が大衆化を遂げた。中でもアメリカ南部などで人気を博したのがイライザ・レスリーが紹介したカントリーキャプテン・チキンで、フランクリン・ルーズベルトやジョージ・パットンなどもいたく気に入ったという。カントリーキャプテン・チキンはその後、アメリカ国防総省によって兵士に配布されるインスタント食品のメニューに加えられている。その他、オイスターバーなどを中心に広まりを見せたカキのカレーやカレーチキンサラダなどもアメリカでよく食されるカレー料理となっている。
1952年にはフローレンス・ブロベックによってアメリカでは初となるカレー料理の専門書『Cooking with Curry』が出版され、ハワイ、アルジェリア、オーストラリア、ニュージーランド、広東、中国、日本、ケージャン、西インド諸島、トルコ、ボンベイ、カルカッタ、ベンガルといった国や地域のカレー料理が紹介された。1965年に移民法が撤廃されると南アジアからの移住者が急増し、これに伴いニューヨークなどでインド料理店が数多く出店されるようになった。

### その他の地域
中国
咖喱飯：カレーライス。
ヨーロッパ
カリーヴルスト（ドイツ）：焼いたソーセージにカレー粉を加えたケチャップをかけた料理。
オセアニア
ニューカレドニア風カレー：ヤム芋と鶏肉をココナッツと香辛料で煮込んだもの。
西インド諸島
カリー・ゴート（ジャマイカ）：カレー粉で下味をつけたヤギ肉を煮込んだ料理。
カリード・アキー（ジャマイカ）：ココナッツミルクとカレー粉でアキーを煮た前菜。
コロンボ（フランス領アンティル）：コロンボ粉（カレー粉）を使った肉や魚のカレー。

## カレー粉

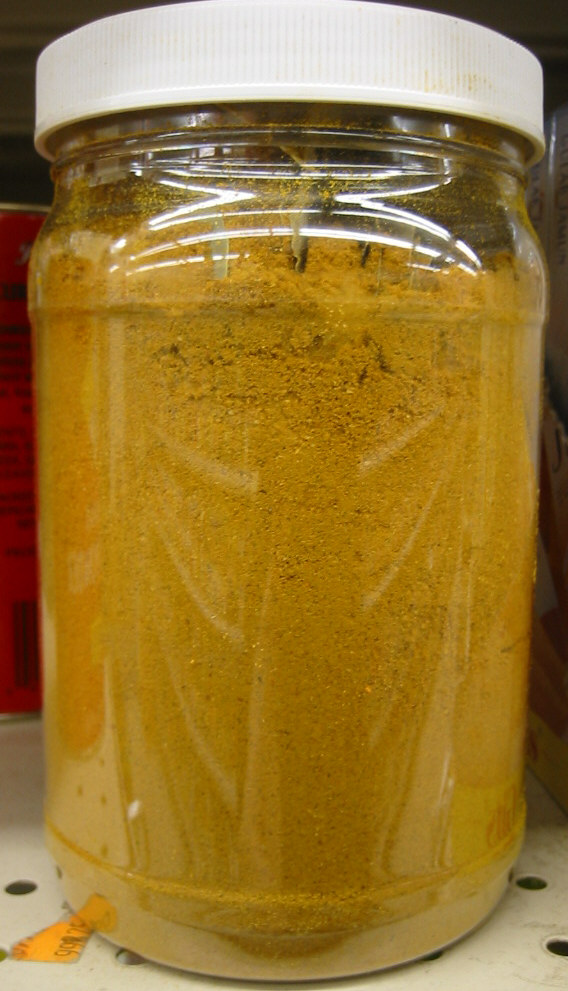
カレー粉

カレー粉は、ミックススパイスの一種。18世紀後半にイギリスのクロス・アンド・ブラックウェル（C&B）社が考案し、はじめて製品化したものである。この「カレー粉」の製法はなかなか解明できなかったため、長いあいだC&B社の製品が市場を独占していた。

## 素材による身体への作用
カレーに含まれるスパイスの1つとしてアキウコン（ターメリック、C. longa ）が含まれ、有効成分にクルクミンが含まれている。
クルクミンの生理作用として抗腫瘍作用や抗酸化作用、抗アミロイド作用、抗炎症作用などが知られている。
抗炎症作用はエイコサノイド合成の阻害によるものだと考えられている。また、フリーラジカル捕捉能を持ち、脂質の過酸化や活性酸素種によるDNA傷害を防ぐ。クルクミノイドはグルタチオンS-トランスフェラーゼを誘導するため、シトクロムP450を阻害しうる。
クルクミンの生理活性と医学的有用性は近年盛んに研究されている。抗がん効果では、がん細胞に対し特異的にアポトーシスを誘導するとの報告がある。また、クルクミンはがんをはじめとした多くの炎症性疾患に関連する転写因子であるNF-κBを抑制しうる。実際、事前に発がん物質を投与されたマウスやラットに、0.2%のクルクミンを添加した食餌を与えたところ、大腸癌の発症において有意な減少が見られたとの報告がある。
カレーをよく食べるインドでがんを死因とするものは8%であり、中国では22%、米国では25%である。
2004年、UCLAの研究チームはアルツハイマー病モデルマウスを用いて実験を行い、クルクミンが脳におけるβアミロイドの蓄積を抑制し、アミロイド斑を減少させることを示した。
クルクミンが精神的機能に影響をおよぼすとの疫学的調査結果も存在する。高齢のアジア人を対象としたミニメンタルステート検査で、半年に一度以上黄色カレーを食する群において相対的に高いスコア（より健康な精神的機能）が見られた。

## 歴史
カレーの歴史について語るのは、非常に困難である。
料理の中核部分は青銅器時代にまでさかのぼることも可能であるが、アメリカ大陸原産であるトウガラシが使用されるようになったのは、クリストファー・コロンブスによってトウガラシがもたらされるようになって以降のことである。
また、「カレー」という概念も、インド亜大陸に伝統的なものでもある、近代ヨーロッパによってインドに押し付けられた概念、18世紀のイギリス人向けのレシピであるといえる。
現在のインドやパキスタンで出土する青銅器時代のインダス文明の遺跡からは、ターメリック、ナス、ニンニク、ショウガが付着した痕跡がある土器が出土する。インドの黒コショウは古代ローマ帝国でも料理に用いられており、逆にフェヌグリーク、タマネギ、クミン、コリアンダー、シナモン、タマリンドなどがシルクロードを経由してインドに持ち込まれ、食用されるようになり、こういったスパイス類を用いる料理が生まれていった。
クリストファー・コロンブスが持ち帰ったトウガラシ、トマトやジャガイモなどはポルトガルを経由して、ポルトガル領インド（現在のインド・ゴア州）からインド全域に広まっていった。辛味の強いトウガラシはインドの食文化に受け入れられ、辛味の強い料理が生まれていった。
今日に知られるようなカレーの誕生は、すくなくともトウガラシが伝播した以降のことと言える。
中世の中国人は「インド人の食生活は非常に繊細であり、百種類の異なる調理法を持ち、毎日変化をつけている」と記している。しかし、イギリス東インド会社のイギリス人は多様性に満ちていたインドの料理をひとつにまとめてしまった。すなわち、「カレー」である。あるイギリス人外科医は「カレー」について「ショウガ、ナツメグ、シナモン、クローブ、カルダモン、コリアンダー、カイエンペッパー、タマネギ、ニンニク、ターメリックをすり鉢とすりこぎで粉々にして、ギーを加えてペースト状にし、煮込んだ子ヤギや家禽の肉に加えた非常に複雑な味わいの混合物」と説明している。
つまりは、「カレー」とはイギリス人にとって珍しいインドのシチューやラグーを指す言葉ではなく、インド滞在のイギリス人のためつくられた独立した料理だったのである。いわば、インド亜大陸各地に伝わる様々な地域の様々な伝統的食文化をいっしょくたにし、インドの住人たちが使いもしなかった名称を付け、「カレー味」という概念を作り上げ、更には「カレー粉」と名付けられたものが広まったのである。イギリス東インド会社の社員、および家族たちがイギリスに戻り、ボイルドビーフと水っぽい煮野菜という伝統的なイギリスの日曜日の午餐に戻ると、遠いアジアの香辛料を思い出すようになり、「カレー粉」がイギリスに輸入されるようになり、カレーはイギリスに広まっていった。ハナー・グラスが上梓した料理本には、英語で記述された最初のカレーのレシピが記載されている。カレー粉は、美味な食材として、医薬品として入手できるようになった。「ダニエル・ソランダーによって東インド諸島から持ち帰られたカレー粉」についての1784年の広告が残されている。
ナリッシュ・ストリート・コーヒーハウスは、1773年にカレーをメニューに載せた最初のレストランとなった。1796年には労働者階級の女性・サラ・シェードが持ち帰り用のカレーを販売する屋台を開業している。なお、サラ・シェードはインドで暮らした経験があり、インドで虎に襲われ負傷している。

### 名称について
タミル語の「辛いソース」を意味する「karil」または「kari」は中世のポルトガル人によって「caree」と発音され、やがて「curry」と発音するようになった。
中世英語には「調理する」を意味する「cury」という語が存在している。大英図書館に保存されている1390年代の料理書『料理のあり方（The Forme of Cury）』にはキャラウェイ、ナツメグ、カルダモン、生姜、オリーブオイル、コショウ、クローブ、サフランライスを使用したレシピが掲載されている。しかしながら、「cury」はカレー（「curry」）とは無関係であり、似ているのは偶然の一致である。